# Blekingegadeligan

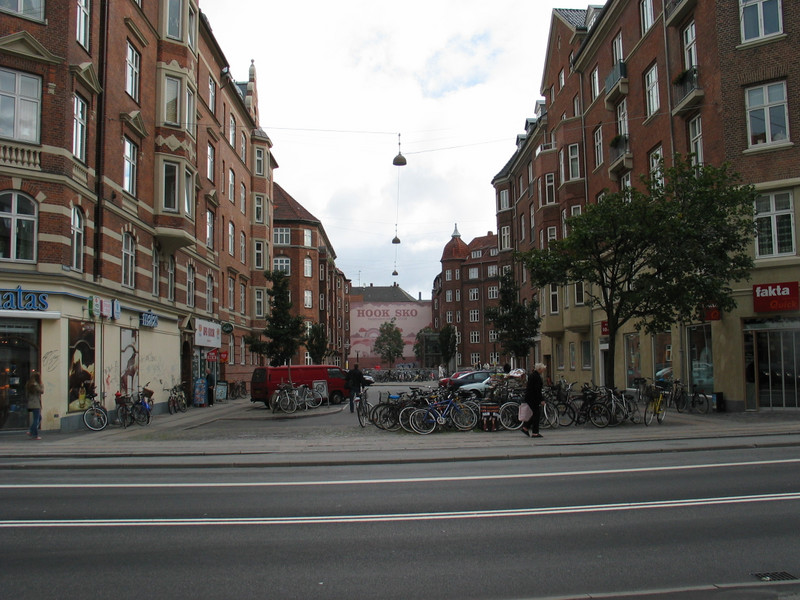
Blekingegade

Blekingegadeligan eller Blekingeligan, (danska: Blekingegadebanden) var en liten kommunistisk grupp antiimperialistiskt motiverade danskar som under 70 och 80-talet utförde en serie avancerade rån, och skickade pengarna till Folkfronten för Palestinas befrielse (PFLP).

## Historik
Gruppen greps 1989 och i samband med detta avslöjades ett av deras tillhåll på Blekingegade 2 i Köpenhamn. Gruppen döptes därefter till Blekingegadeligan ("Blekingegadebanden" på danska). 
Huvudsakliga medlemmar var Holger Jensen (död 1980), Jan Weimann, Niels Jørgensen (död 2008), Torkil Lauesen, Carsten Nielsen, Peter Døllner, Bo Weimann och Karsten Møller Hansen. Gruppen uppstod inom Gotfred Appels maoistiska politiska grupp Kommunistisk Arbejdskreds (KAK) på 1970-talet. Den appelska snyltarstatsteorin låg som grund för gruppens utrikespolitiska engagemang. 
Blekingegadeligan inledde sin kriminella bana på 1970-talet, bland annat med två rån och ett stort bedrägeri. Under 1980-talet begicks ett antal rån mot banker, postkontor, varuhus och värdetransporter. Sammanlagt ska gruppen ha kommit över drygt 30 miljoner danska kronor. Vid gruppens sista rån 1988 dödades en polis.
I början på 80-talet tog gruppen en bankfamilj som gisslan, men de lyckades inte komma över några pengar. Gruppen planerade även en kidnappning av svenske miljardären Jörn Rausing.
Blekingegadeligan fick bland annat sina vapen från inbrott i vapendepåer i Danmark 1972/73 samt mobiliseringsförråd i Sverige 1982.
Domen mot Blekingegadeligans medlemmar föll 1991.

## I populärkultur
År 2009 sändes TV2 Danmark serien Blekingegade, på engelska The Left Wing Gang, på svenska Blekingeligan, en TV-serie i 5 delar skapad av Jacob Thuesen och med Nikolaj Coster-Waldau, Ulrich Thomsen, David Dencik och Thure Lindhardt i några av rollerna.